# Vela nos Jogos Pan-Americanos de 2019 - Snipe
A competição de Snipe nos Jogos Pan-Americanos de 2019 realizou-se de 4 a 10 de agosto no Yacht Club Peruano, na cidade de Paracas. Disputaram-se 11 regatas (10 classificatórias e a regata das medalhas).

## Formato da competição
A prova consistiu em 10 regatas classificatórias e uma de definição das medalhas. A posição em cada regata traduziu-se em pontos (o primeiro classificado somava um ponto na classificação, enquanto o 11º, por exemplo, somava 11 pontos), que foram acumulados de regata a regata para obter a classificação. Após a fase classificatória, as cinco melhores duplas se classificaram à regata da medalha. Nesta fase, os pontos acumulados nas regatas classificatórias foram somados aos pontos da regata final.

## Medalhistas
| Ouro   | USA Ernesto Rodriguez e Hallie Schiffman |
| Prata  | URU Ricardo Fabini e Florencia Parnizari |
| Bronze | BRA Rafael Martins e Juliana Duque       |

## Calendário
Horário local (UTC-5).
| Data        | Horário | Fase            |
| ----------- | ------- | --------------- |
| 4 de agosto | 12:10   | Regata 1        |
| 5 de agosto | 11:00   | Regata 2 e 3    |
| 6 de agosto | 11:00   | Regata 4, 5 e 6 |
| 7 de agosto | 11:00   | Regata 7, 8 e 9 |
| 8 de agosto | 12:00   | Regata 10       |
| 9 de agosto | 13:15   | Regata final    |

## Resultados
| Pos.              | Velejador                                 | Nacionalidade      | Regata | Regata   | Regata | Regata | Regata | Regata | Regata | Regata | Regata | Regata | Regata | Total pontos | Pontuação final |
| Pos.              | Velejador                                 | Nacionalidade      | 1      | 2        | 3      | 4      | 5      | 6      | 7      | 8      | 9      | 10     | F      | Total pontos | Pontuação final |
| ----------------- | ----------------------------------------- | ------------------ | ------ | -------- | ------ | ------ | ------ | ------ | ------ | ------ | ------ | ------ | ------ | ------------ | --------------- |
| Medalha de ouro   | Ernesto Rodriguez Hallie Schiffman        | USA Estados Unidos | 1      | 3        | 2      | 6      | 2      | 1      | 1      | 4      | 3      | 3      | 6      | 32           | 26              |
| Medalha de prata  | Ricardo Fabini Florencia Parnizari        | URU Uruguai        | (9)    | 7        | 3      | 1      | 5      | 2      | 2      | 1      | 2      | 1      | 10     | 43           | 34              |
| Medalha de bronze | Rafael Martins Juliana Duque              | BRA Brasil         | 4      | 4        | 5      | 3      | 1      | 3      | (6)    | 3      | 6      | 2      | 4      | 41           | 35              |
| 4                 | Nélido Manso Iris Manso                   | CUB Cuba           | (7)    | 2        | 4      | 5      | 3      | 6      | 3      | 2      | 4      | 4      | 8      | 48           | 41              |
| 5                 | Luis Soubie Brenda Quagliotti             | ARG Argentina      | 6      | 5        | 1      | (9)    | 6      | 4      | 4      | 7      | 1      | 6      | 2      | 51           | 42              |
| 6                 | Antonio Poncell Maria Jesús Seguel        | CHI Chile          | 2      | (9)      | 6      | 4      | 7      | 5      | 7      | 6      | 5      | 7      | —      | 58           | 49              |
| 7                 | Ramon Gonzalez Tiare Sierra               | PUR Porto Rico     | 5      | 6        | 7      | 2      | 4      | (9)    | 9      | 9      | 7      | 5      | —      | 63           | 54              |
| 8                 | Jesus Bailon Andrea Quevedo               | ECU Equador        | 8      | 1        | 8      | 8      | (9)    | 8      | 5      | 5      | 9      | 9      | —      | 70           | 61              |
| 9                 | Ismael Muelle Gali Amsel                  | PER Peru           | 10     | (11) DSQ | 10     | 7      | 8      | 7      | 8      | 8      | 8      | 8      | —      | 85           | 74              |
| 10                | José Daniel Hernández Josselyn Echeverria | GUA Guatemala      | 3      | 8        | 9      | (10)   | 10     | 10     | 10     | 10     | 10     | 10     | —      | 90           | 80              |

Legenda
| Recorde mundial                  | Recorde mundial (World record)               |                       | Recorde africano                      | Recorde africano (African) |                                           | Q | Classificado por posição (Qualified) |
| Recorde dos Jogos Pan-Americanos | Recorde pan-americano (Pan-American record)  | Recorde da América    | Recorde da América (Americas)         | q                          | Classificado por melhor tempo (Qualified) |   |                                      |
| Melhor marca do ano              | Melhor marca do ano (World leading)          | Recorde asiático      | Recorde asiático (Asian)              | DNS                        | Não largou (Did not start)                |   |                                      |
| Recorde nacional                 | Recorde nacional (National record)           | Recorde europeu       | Recorde europeu (European)            | DNF                        | Não terminou (Did not finish)             |   |                                      |
| Recorde pessoal                  | Recorde pessoal do atleta (Personal best)    | Recorde da Oceania    | Recorde da Oceania (Oceania)          | DSQ / DQ                   | Desclassificado (Disqualified)            |   |                                      |
| Recorde da temporada             | Recorde da temporada do atleta (Season best) | Recorde sul-americano | Recorde sul-americano (South America) | NM                         | Sem marca (No mark)                       |   |                                      |

### Vela
| M   | Regata da Medalha da qual só participam os dez primeiros colocados das regatas anteriores  |  |  | CAN | Regata cancelada |
| BFD | Desclassificado por bandeira preta (Black Flag Disqualified)                               |  |  |     |                  |
| UFD | Desclassificado por bandeira "U" (U Flag Disqualified)                                     |  |  |     |                  |
| OCS | Largada queimada (On the Course Side of the starting line)                                 |  |  |     |                  |
| DNE | Desclassificação sem eliminação (infração a um item do regulamento da prova – Did Not End) |  |  |     |                  |